# Robert Gührer
Robert Gührer (* 27. Februar 1963 in Tettnang; † 2. Oktober 2004 ebenda) war ein deutscher Motorrad-Bahnrennfahrer.

## Leben
Gührer startete seine Karriere im Jahr 1981 in der B-Lizenz Solo beim MSC Langnau und feierte mit Seriensiegen in dieser Klasse im Jahr 1984 seinen Durchbruch. Im Jahr 1985 stieg er in die Internationale Klasse auf, feierte bereits in seinem ersten Lizenzjahr Seriensiege in Folge und brach etliche Runden- und Bahnrekorde. Er schlug schon im Jahr 1985 alle großen Fahrer der Bahnrennsport-Szene, wie Egon Müller, Karl Maier, Simon Wigg, Georg Hack und andere. Damit hatte er einen so erfolgreichen Einstand feiern können, wie Egon Müller Anfang der 1970er Jahre. Unter Fahrerkollegen, Fans, Veranstaltern und Sportfachjournalisten galt er schnell als der sogenannte "kommende Langbahn-Weltmeister". Im Jahr 1986 verlor er den fast sicheren Langbahn-DM Titel erst im entscheidenden Stechen gegen Klaus Lausch.
Im Mai 1987 verunglückte er im emsländischen Werlte beim Angriff auf den Bahnrekord so schwer, dass er mit einem Rettungshubschrauber ins Krankenhaus geflogen wurde und wochenlang im Koma lag. Seine Karriere wurde dadurch unterbrochen, bis er im Jahr 1991 wieder als Seitenwagenfahrer an Grasbahnrennen teilnahm. Bereits nach einer Saison beendete er seine Karriere. 
Gührer starb am 2. Oktober 2004 nach einer Bauchspeicheldrüsenkrebs-Erkrankung.

## Erfolge
Einzel
- Deutscher Langbahn-Vizemeister 1986

Team
- Speedway-Bundesliga: MC Krumbach